# Contarinia lilii
Contarinia lilii är en tvåvingeart som beskrevs av Jean-Jacques Kieffer 1909. Contarinia lilii ingår i släktet Contarinia och familjen gallmyggor.
Artens utbredningsområde är Österrike. Inga underarter finns listade i Catalogue of Life.